# كيث بلنت
كيث بلنت (بالإنجليزية: Keith Blunt)‏ هو لاعب كرة قدم ومدرب كرة قدم بريطاني، ولد في 1939، وتوفي في 12 أغسطس 2016.

## وصلات خارجية
- كيث بلنت على موقع عالم كرة القدم.نت (الإنجليزية)